# Upanišade
Upanišade predstavljajo zaključek ved in jih zato pogosto poimenujejo tudi veda-anta. Predstavlja temelj največjega dela znanih indijskih filozofij in religij. 

## Značilnosti
Upanišade so v glavnem kratka filozofska in napol filozofska besedila, v katerih je religiozen element manj poudarjen. Glavnih Upinšad je štirinajst. Najstarejše so razmeroma dolge, napisane so v prozi, v kateri so tu in tam posejani verzi: primera za to sta Brhadaranjaka in Čandongja, ki sta tesno povezani z Brahmanami. Iz nekoliko poznejšega časa je mnogo krajša Aitareja, sledi pa ji skupina, ki jo sestavljajo Kaušitaki, Kena in Taittirija. Po svojem jedrnatem slogu, polnem misli, z vzvišenimi podobami in živimi primerjavami, se lahko merijo z najvišjimi dosežki indijske književnosti. Glavni teksti so: Kathaka, Švetašvatara, Mundaka in Prašna; priključena jim je skupina, ki je nastala nekoliko kasneje in je napisana v prozi - Mandukja in Maitrajanija. 
Težko je določiti natančno kronologijo. Najstarejše Upanišade so predbudistične; skupino Upanišad v verzih pa so bržkone napisali nedolgo pred vznikom budizma, torej okrog leta 500 pred našim štetjem.